# جغرافیای سومالی

موقعیت در قاره آفریقا.

سومالی کشوری است که در شرق قاره آفریقا واقع در منطقه‌ای معروف به شاخ آفریقا. سومالی از شرق با خلیج عدن و اقیانوس هند، از غرب با اتیوپی، از شمال غربی با جیبوتی و از جنوب غربی با کنیا همسایه است. سومالی با ۶۳۷٬۵۴۰ کیلومتر مربع مساحت شرقی‌ترین کشور آفریقا است.
پایتخت کشور، موگادیشو، درست در شمال خط استوا و در کنار اقیانوس هند واقع شده‌است. آب و هوای کشور به‌طور عمده خشک و گرم است و گرم‌دشت‌های پرخار و شرایط نیمه‌بیابانی حاکم است.
سومالی بین عرض جغرافیایی ۳ درجه جنوبی و ۱۲ درجه شمالی نسبت به خط استوا واقع شده‌است.
مساحت سومالی ۶۳۷۶۵۷ کیلومتر مربع است که ۱۰۳۲۰ کیلومتر مربع آن تحت پوشش آب قرار دارد یعنی حدود ۱٫۶٪ از کل مساحت کشور. سومالی همچنین دارای ۲۳۴۰ کیلومتر مرز زمینی است که ۵۸ کیلومتر از آن با جیبوتی و ۱۶۰۰ کیلومتر آن با اتیوپی و کنیا است. افزون بر این، سومالی با ۳۳۳۳ کیلومتر ساحل، دارای طولانی‌ترین خط ساحلی بین کشورهای خاک اصلی قاره آفریقا است. آب‌های سرزمینی سومالی تا ۲۰۰ مایل دریایی در اقیانوس هند امتداد دارد.

## ناهمواری‌ها

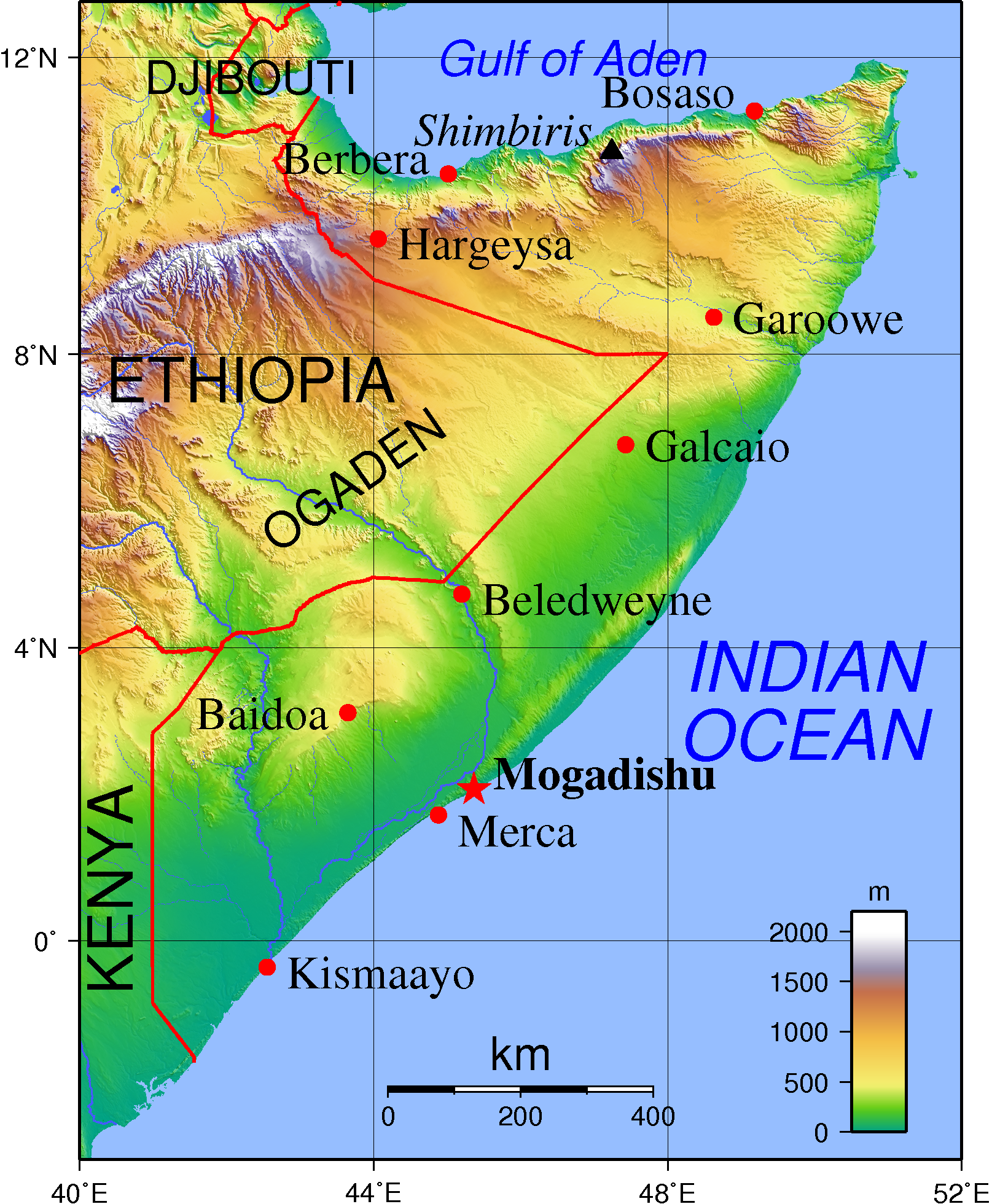
نقشه ناهواری‌های سومالی.

به غیر از یک منطقه ساحلی کوهستانی در شمال و چندین دره رودخانه‌ای برجسته، بیشتر کشور بسیار مسطح و دارای موانع طبیعی کمی برای محدود کردن تحرک عشایر و دام‌های آنهاست. مردم سومالی مسلمان و قبیله‌ای هستند و حدود سه پنجم آنها کوچ‌نشینی یا دامدار و کشاورز عشایری هستند.
ارتفاعات و تپه ماهورهایی در شمال کشور دیده می‌شود اما دشت‌ها بیشتر سرزمین‌های سومالی را دربر گرفته‌اند. تپه‌ها به تدریج به سمت جنوب کاهش می‌یابند و فلات‌های هموار و نیمه‌هموار را تشکیل می‌دهند تا به دشت‌هایی برسند که تقریباً دو سوم مساحت جنوب سومالی را پوشش می‌دهند. کوه شیمبیریس بلندترین نقطه در سومالی است که در منطقه کوهستانی سرود در استان سناج در شمال شرقی سومالی واقع شده‌است و دارای ارتفاع ۲۴۱۶ متر از سطح دریا است. کرانه اقیانوس هند، یعنی نقطه صفر از سطح دریا، پست‌ترین نقطه در سومالی است.
محیط
زمین‌های قابل کشت تنها ۱٫۶۴ درصد از کل سطح کشور را دربر گرفته‌اند، در حالی که فقط ۰٫۰۴ درصد از کل سطح کشور برای کشت محصولات دائمی استفاده می‌شود. بر اساس آمار سال ۲۰۰۳، از طریق منابع آب تجدیدپذیر که بر اساس آمار سال ۱۹۹۷، حدود ۱۵٫۷ کیلومتر مربع تخمین زده شده‌است، کل زمین‌های آبیاری شده ۲۰۰۰ کیلومتر مربع بوده‌است.

## آب و هوا

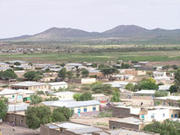
بوراما، سومالی

آب و هوا در سومالی به‌طور کلی بیابانی است، اگرچه سالی دو بار باران‌های موسمی نیز رخ می‌دهد. بادهای شمال شرقی بین دسامبر و فوریه هر سال می‌وزد، این امر به اعتدال هوا در شمال کشور کمک می‌کند، اگرچه در جنوب گرم است. دیگر بادهای موسمی در بازه زمانی مه تا اکتبر، که بادهای جنوب غربی هستند، می‌وزند.
به دلیل مجاورت سومالی با خط استوا، تغییرات فصلی در آب و هوا بسیار زیاد نیست. با این حال، برخی از بارندگی‌های بسیار غیرقابل پیش‌بینی گاه در کشور رخ می‌دهد. شرایط گرم در طول سال با بادهای موسمی و بادهای نامنظم همراه است. حداکثر دمای میانگین روزانه از ۳۰ تا ۴۰ درجه سانتی‌گراد است، به جز در ارتفاعات بالاتر و در امتداد دریای شرقی، که اثرات جریان سرد دریایی را می‌توان احساس کرد. به عنوان مثال، در موگادیشو، بیشینه دمای بعد از ظهر از ۲۸ درجه تا ۳۲ درجه سانتی‌گراد در آوریل متغیر است. برخی از بالاترین میانگین دماهای سالانه در جهان در این کشور ثبت شده‌است. بیشینه دمای بعد از ظهر در بربره، در کرانه شمال غرب، از ژوئن تا سپتامبر به‌طور متوسط بیش از ۳۸ درجه سانتی‌گراد است.
در سطح سراسری کشوری، میانگین کمینه دمای روزانه معمولاً بین ۱۵ تا ۳۰ درجه سانتی‌گراد متغیر است. بیشترین تقاوت‌های آب و هوایی مربوط به شمال سومالی است، جایی که درجه حرارت در ماه ژوئیه در دشت‌های ساحلی از ۴۵ درجه سانتی‌گراد بالاتر می‌رود و در ماه دسامبر در ارتفاعات به زیر نقطه انجماد می‌رسد. در این منطقه، رطوبت نسبی از حدود ۴۰ درصد در اواسط بعد از ظهر تا ۸۵ درصد در شب متغیر است، که با توجه به فصل تا حدودی تغییر می‌کند.